# Martinsville Speedway
De Martinsville Speedway is een ovaal circuit gelegen in Ridgeway in de Amerikaanse staat Virginia. Het werd geopend in 1947 en vanaf de start van het NASCAR kampioenschap in 1949 staat het circuit op de kalender van het kampioenschap. Het circuit heeft een lengte van 0,526 mijl (847 meter) en is het kleinste circuit dat gebruikt wordt in de NASCAR Sprint Cup.
Vanaf 1950 wordt het circuit twee keer per jaar gebruikt voor een race uit de Sprint Cup. De race die traditioneel in het voorjaar gehouden wordt en die vanaf 2009 de naam Goody's Fast Pain Relief 500 draagt werd bij de eerste editie in 1949 gewonnen door Red Byron. De race die in het najaar plaatsvindt en vanaf 2009 de naam "TUMS Fast Relief 500" draagt werd bij de eerste editie in 1950 gewonnen door Herb Thomas.
Met vijftien overwinningen is Richard Petty recordhouder op het circuit. Het meest aantal gewonnen polepositions staat op naam van Darrell Waltrip met acht. De snelste kwalificatieronde uit de Sprint Cup werd in 2005 neergezet door Tony Stewart met een tijd van 19,306 seconden. Jeff Gordon reed in 1996 de volle raceafstand van 500 ronden in een recordtijd van 3 uur, 11 minuten en 54 seconden. Greg Sacks zette in 1986 het absolute ronderecord neer tijdens een kwalificatieritten uit de Whelen Modified Tour met een tijd van 18,746 seconden.